# Відважні (телесеріал)
«Відважні» — український детективний драматичний телесеріал 2020 року. Телесеріал створений продакшн-компанією Film.UA. Сюжет розповідає про роботу спеціального підрозділу поліції, який займається проблемами домашнього насильства. Чотири головні героїні допомагають людям, які страждають від тиранії, побоїв, принижень чи інших способів пригноблення від найближчих людей.
Прем'єра першого сезону з 18 серій відбулася 6 квітня 2020 року на телеканалі «Україна». Прем'єра другого сезону з 22 серій відбулася 2 листопада 2020 року на телеканалі «Україна».

## Синопсис
На хвилі оновлення роботи правоохоронних органів було створено спеціальний підрозділ поліції, який займається проблемами домашнього насильства. Його очільницею стала капітан поліції Інга Долинська, вона боролася за створення підрозділу і розробила основні засади його роботи. Її правою рукою стала - майор Рената Маркович, криміналіст, що тривалий час працювала з Інтерполом. У кожній справі вона використовує свій досвід і кримінологічні знання, щоб докопатись до істини. Уляна Біляк - ІТ-фахівець підрозділу, здобуває для слідчих інформацію, яку неможливо швидко отримати офіційним шляхом. Соломія Дідух - психолог підрозділу. Підрозділ розслідує заплутані справи та допомагають жінкам, дітям і чоловікам, які страждають від пригноблення, побоїв і принижень від своїх близьких.

## У ролях
У головних ролях
- Ірина Лановенко — Інга Долинська (керівниця підрозділу, капітанка поліції)
- Олександра Люта — Рената Маркович (слідча підрозділу, майорка поліції)
- Дар'я Петрожицька — Уляна Біляк (системна адміністраторка підрозділу)
- Олександра Гончарова — Соломія Дідух (психологиня підрозділу)
- Андрій Мерзлікін — Сергій (старший лейтенант)

У другорядних ролях
- В'ячеслав Василюк — Кириченко (полковник)
- Олександра Польгуй — Ірина Зима (прокурорка)
- Віталій Дерев'янчук — Олег Тищенко (помічник прокурорки)
- Олександр Норчук — Іван Дзюба (суддя)
- Владислав Гончаров — патологоанатом
- Максим Канюка
- Ангеліна Степаненко

## Виробництво

### Ідея
Сценарій серіалу заснований на реальних історіях домашнього насильства. Як стверджує продюсерка телеканалу «Україна» Оксана Туник, в їхніх намірах було створити соціально корисний проєкт «домашнє насилля, на жаль, все ще залишається величезною проблемою нашого суспільства і дуже табуйованою темою... будемо вчитися не соромитися і боротися за себе і свою свободу». Також в кінці кожної серії є телефон реальної гарячої лінії з протидії домашньому насильству, де люди зможуть отримати психологічну підтримку та алгоритм дій, який допоможе врятувати їх.

### Знімальна група
Над серіалом працювали
- Автори сценарію: Юлія Міщенко, Ольга Артюх, Марк Шпарбер, Антоніна Піховшек, Оксана Савченко, Тамара Нікітчина, Катерина Пекур, Тетяна Єрескіна, Сергій Шевченко, Наталія Шевченко, Інга Балицька, Лана Іваниця, Ірина Феофанова, та Олена Терешкова
- Оператор: Олександр Детиненко
- Оператори-постановники: Володимир Остапець, В'ячеслав Орлов
- Продюсери: Олена Канішевська, Оксана Туник, Вікторія Корогод, Ірина Костюк, Юлія Міщенко, Артем Стеценко, Сергій Демидов
- Режисерка: Світлана Максименкова
- Режисери-постановники: Максим Гуленко, Олександр Пархоменко, Павло Мащенко, Андрій Осмоловський, Ганна Яровенко

### Фільмування
Фільмування серіалу «Відважні» розпочалися у грудні 2019 року та закінчилися у вересні 2020 року.

## Реліз
Прем'єра першого сезону серіалу з 18 серій відбулася 6 квітня 2020 року на телеканалі «Україна».
Прем'єра другого сезону з 22 серій відбулася 2 листопада 2020 року на телеканалі «Україна».

## Російське багатоголосе закадрове озвучення
Серіал було озвучено російським багатоголосим закадровим озвученням і озвучений українськими акторами на студії «Так Треба Продакшн» на замовлення телеканалу «FilmUADrama» у 2021 році. Ролі озвучували: Олександр Шевчук, Дмитро Терещук, Наталя Поліщук і Вікторія Тишкевич.